# بزرگراه شمال-جنوب (مالزی)
بزرگراه شمال-جنوب (به انگلیسی: North–South Expressway) شبکه ای از بزرگراه‌های مشمول عوارض می‌باشد که در سراسر ساحل غربی شبه‌جزیره مالزی برقرار است. طول کلی شبکه بزرگراه، شامل مسیر شمالی و مسیر جنوبی، برابر با ۷۷۲ کیلومتر (۴۸۰ مایل) می‌باشد. این بزرگراه که از بین هفت ایالت می‌گذرد و مرزهای مالزی با تایلند و سنگاپور را به هم متصل می‌کند، یک معبر مهم برای ترافیک محلی، بین ایالتی و بین‌المللی است. بزرگراه شمال- جنوب مالزی بخشی از مسیر AH2، با عنوان شبکه بزرگراه آسیا، است.
بزرگراه‌ها ابتدا در سال ۱۹۷۷ به خاطر ازدحام فزاینده در مسیر ۱ فدرال، که در آن موقع گذرگاه اصلی شمال-جنوب بود، پا به عرصه گذاشتند. هر چند به خاطر ناپایداری اوضاع اقتصادی و هزینه‌های بالا، قرار بر این شد که ساخت وساز تا سال ۱۹۸۱ به تعویق بیفتد. ساخت بزرگراه در سال ۱۹۸۲ به صورت چند مرحله ای آغاز شد، ولی رکود اقتصادی در آن موقع، مقدر نمود که ساخت وساز متوقف شده و تمام کارها بدست شرکتهای خصوصی انجام پذیرد. در نهایت بزرگراه در سال ۱۹۹۴ تکمیل گردید، در حالیکه برای تأمین بودجه بخشهایی که هنوز ساخت آنها نیمه تمام مانده بود، از مسیرهایی که ساخت آنها به پایان رسیده و بازگشایی شده بودند، عوارض دریافت می‌شد.